# Żabno koło Starogardu Gdańskiego
Żabno koło Starogardu Gdańskiego – nieczynny przystanek kolejowy w Starogardzie Gdańskim w dzielnicy Żabno w północnej części miasta, dawniej w miejscowości Żabno.

## Historia
Linia kolejowa łącząca Starogard Gdański ze Skarszewami powstała w 1905 roku jako skrót pomiędzy Starogardem Gdańskim a Skarszewami, Kościerzyną, Kartuzami i Bytowem. Po II wojnie światowej ruch został wznowiony dopiero w 1948 roku. W listopadzie 1989 roku zawieszono ruch pasażerski przez Żabno, W 1991 roku zawieszono również przewozy towarowe. Przyczyniło się to do fizycznej likwidacji linii.
Do dziś z przystanku zachował się usyp dawnego peronu oraz kolejowy budynek mieszkalny.